# Střevíčky (opera)
Střevíčky představují přepracovanou verzi původní opery Petra Iljiče Čajkovského Kovář Vakula. Svou premiéru měla na scéně Velkého divadla v Moskvě 19. ledna 1887, ale hrála se pouze několikrát. Další provedení této komické opery v Petrohradě se uskutečnilo až po Čajkovského smrti v roce 1906.

## Charakteristika díla
Hudebně jde zcela jistě o nejradostnější a nejvtipnější Čajkovského opera s řadou trefně zachycených reálných i fantaskních postav a především s mnoha kouzelnými lyrickými pasážemi. Ve Střevíčkách však nikdy nepřichází do melancholických meditací, nýbrž vždy ústí v pozitivní příklon k radosti ze života.

## Inscenační historie v českých zemích
Na českých jevištích se tato opera objevila pouze několikrát. V roce 1972 ji třeba uvedla opera v Ústí n. Labem v režii Josefa Nováka. Ještě předtím ji hned dvakrát (v roce 1935 a 1961) inscenovala ostravská opera. Mezi lety 1950 - 1954 ji v 55 představeních uvedlo pražské Národní divadlo. Speciální přestavení této opery se uskutečnilo v tehdejším Smetanově divadle 10.2. 1952 na počest 71. narozenin J. V. Stalina. Vůbec první nastudování Střevíčků v češtině pak s největší pravděpodobností uvedla plzeňská opera v roce 1930.

### Kontroverze
Národní divadlo v Praze připravovalo uvedení opery v sezóně 2022/2023; libreto J. P. Polanského pro tuto inscenaci přeložil Ondřej Hučín. V březnu 2022 vedení divadla (v čele s uměleckým ředitelem Opery Národního divadla a Stání opery norského původu — Per Boye Hansen) oznámilo, že vzhledem k invazi Ruska na Ukrajinu se rozhodlo vyškrtnout operu ze svého plánu. Děj opery je totiž zasazen do doby Kateřiny Veliké a v libretu počínaje druhým obrazem třetího jednání figurují sbory, které vyzdvihují nepřemožitelnost ruské armády a velikost carského Ruska. Také osoby záporožských kozáků, kteří přicházejí ke dvoru se suplikou, jsou připomínkou historické situace, kdy Ukrajina byla součástí ruského impéria. Uvedení díla by se proto mohlo mohlo jevit jako podpora ruské agrese a oslava „velké ruské říše". Dramaturg Ondřej Hučín vyslovil naději, že až budou vztahy mezi Ruskem a Ukrajinou normální, bude možné se k inscenaci opery Střevíčky vrátit.
Jedná se přitom o operu autora s ukrajinskými předky (P. I. Čajkovskij, jehož pradědeček byl ukrajinský kozák a matka vnučkou Francouze, obdržel v anglické Cambridgi čestný doktorát tamní univerzity), na námět spisovatele s ukrajinskými předky (N. V. Gogol byl rodákem z Ukrajiny, podle rodinné legendy pocházel ze starodávné ukrajinské kozácké rodiny a byl potomkem slavného kozáka Ostapa Hohola, který byl koncem 17. století hejtmanem na Ukrajině). Štědrovečerní noc napsal Gogol v raném stádiu tvorby v roce 1830. Materiálem k napsání této pohádky byl folklór a zvyky v ukrajinské vesnici. Hrdinové z pohádky Štědrovečerní noc jsou romantizující prototypy ukrajinských vesničanů.